# شوارتساخ ام ماین
شوارتساخ ام ماین (به آلمانی: Schwarzach am Main) یک منطقهٔ مسکونی در آلمان است که در کیتسینگن واقع شده‌است.